# 小行星14054
小行星14054（14054 Dušek）是一颗绕太阳运转的小行星，为主小行星带小行星。该小行星于1996年1月12日发现。

## 轨道参数
小行星14054的轨道半长轴为2.4194570 UA，离心率为0.184。